# Mathilde Wesendonck
Agnes Mathilde Wesendonck, f. Luckemeyer, (født 23. december 1828 i Elberfeld (nuværende Wuppertal), død 31. august 1902 i villaen Traunblick i Altmünster ved Traunsee i Østrig) var en tysk forfatter og digter, mest kendt som Richard Wagners ven og mulige elskerinde.

## Forholdet til Wagner
Richard Wagner levede i eksil efter at have deltaget i den tyske revolution i 1848/49, og Mathildes ægtemand, den rige silkehandler Otto Wesendonck, støttede Richard Wagner finansielt for at det blev muligt for ham at bo og arbejde i Zürich. Wagner og hans kone Minna boede først i et enkelt bindingsværkshus i parken lige ved den nybyggede Villa Wesendonck.
Der udviklede sig et dybt "Seelenfreundschaft" mellem Wagner og Mathilde, hun forstod hans kunst, åbenbart til forskel fra Wagners kone.
Wagner satte musik til fem af Mathildes digte, i dag kendt som Wesendonck-Lieder. To af disse danner et musikalsk forstudie til operaen Tristan og Isolde. Wagner lagde på denne tid arbejdet med Nibelungens Ring på is, da han nu blev inspireret til arbejdet med Tristan og Isolde, som omhandler et lignende trekantforhold mellem ridderen Tristan og den allerede gifte Isolde. Operaen var Wagners mindemærke over Mathilde, hun var hans "Isolde". Desuden udstyrede han forspillet til Valkyrien med initialerne G.S.M. – "Gesegnet sei Mathilde".
Det tætte og sandsynligvis platoniske forhold endte brat sommeren 1858 da Minna Wagner opsnappede et brev fra Wagner til Mathilde og fremprovokerede en skandale som førte til skilsmisse. Wagner rejste til Venedig og fortsatte arbejdet med Tristan og Isolde der.
Mathilde og ægtemanden flyttede til Dresden i 1872 og til Berlin i 1882. Hun døde i Altmünster (Østrig) i 1902 og er begravet på Alter Friedhof i Bonn.

## Værker(udvalg)
- Gedichte, Volkslieder, Legenden, Sagen (ca. 1864)
- Natur-Mythen: Mai 1865 (1865)
- Märchen u. Märchen Spiele (1864)
- Genovefa: Trauerspiel in 3 Aufzügen (1866)
- Gudrun. Schauspiel in 5 Akten (1868)
- Deutsches Kinderbuch in Wort und Bild (1869)
- Friedrich der Grosse: dramatische Bilder nach Franz Kugler (1871)
- Edith, oder, Die Schlacht bei Hastings: ein Trauerspiel (1872)
- Gedichte, Volksweisen, Legenden und Sagen (1874)
- Der Baldur-Mythos (1875)
- Odysseus: ein dramatisches Gedicht in zwei Theilen und einem Vorspiel (1878)
- Alte und neue Kinder-Lieder und Reime (1890)
- Alkestis: Schauspiel in vier Aufzügen. (1891)